# 手稲石
手稲石（ていねせき、Teineite）とは、鉱物（酸化鉱物）の一種。化学組成は Cu(TeO3)・2H2O、結晶系は斜方晶系。

## 産地
- 北海道 札幌市 手稲鉱山（原産地）
- 静岡県 下田市 河津鉱山
- 和歌山県 岩出市 山崎百山松本鉱山
- アメリカ合衆国 ユタ州 Trixie鉱山
- ベルギー リュクサンブール州 Salmchâteau
- メキシコ ソノラ州 Bambollita鉱山

和歌山県山崎百山松本鉱山は、百山稀少鉱物産出鉱脈として地質鉱物の天然記念物に指定されており、その指定理由の1つに手稲石の産出がある。

## 性質・特徴
手稲石は、銅の亜テルル酸塩鉱物である。手稲石は銅イオンに由来するきれいな青色を特徴としており、さらに稀な元素であるテルルを含んでいるため人気が高い。主に針状結晶の集合体として産出するが、明確な結晶にならない場合は薄い青色の皮膜として産出する。主にテルルと銅を含む鉱物の酸化による二次鉱物としての生成が多い。原産地の手稲鉱山では、安四面銅鉱と自然テルルの酸化によって生成される。同じく稀なテルルの鉱物であるマックアルパイン石 (Mcalpineite・Cu3(TeO6)) を伴う場合がある。
手稲石の分類されている亜テルル酸塩鉱物は全部で36種類しか存在せず、そのうち他の陰イオンを含まず、結晶水を含む種は6種類しかない。
近縁種として、テルルをセレンで置換したカルコメン石 (Chalcomenite、Cu(SeO3)・2H2O)) がある。

## 発見
手稲石は1939年に北海道の手稲鉱山で吉村豊文により発見された日本産新鉱物である。名前は原産地にちなむ。発見は古く、1922年の石川石、1934年の轟石に次いで3番目に古い日本産新鉱物である。
発見者の吉村豊文は、本鉱物研究の業績により1973年櫻井記念会から櫻井賞を受賞した。